# Morti nel 1862
| Questa pagina contiene informazioni ricavate automaticamente dalle voci biografiche con l'ausilio del template Bio e di un bot. L'aggiornamento è periodico e automatico e ricostruisce completamente la pagina. Se manca una persona in questa lista, sei pregato di non aggiungerla, ma accertati piuttosto che la sua voce biografica contenga il template Bio e che i dati anagrafici siano correttamente compilati. Se il template Bio manca, inseriscilo tu stesso o, in alternativa, metti l'avviso {{tmp\|Bio}} che ne segnala la mancanza. Se i dati riportati sono sbagliati, correggi direttamente la voce biografica; le modifiche saranno visibili in questa lista entro pochi giorni. Per chiarimenti vedi il progetto biografie. La lista contiene solo le 289 persone che sono citate nell'enciclopedia e per le quali è stato implementato correttamente il template Bio. Pagina aggiornata al 10 ago 2025. |

## Gennaio(21)
- 1º gennaio - Michail Ostrogradskij, matematico e fisico russo (n. 1801)
- 6 gennaio - Nicola Maria Laudisio, vescovo cattolico italiano (n. 1779)
- 6 gennaio - Didaco Macciò, politico italiano (n. 1817)
- 9 gennaio - Pauline Marie Jaricot, religiosa francese (n. 1799)
- 10 gennaio - Samuel Colt, inventore e imprenditore statunitense (n. 1814)
- 11 gennaio - Giovanni Strambio, medico italiano (n. 1780)
- 12 gennaio - Jørgen Herman Vogt, politico norvegese (n. 1784)
- 18 gennaio - John Tyler, politico statunitense (n. 1790)
- 21 gennaio - Leandro Ciuffa, botanico, medico e giurista italiano (n. 1794)
- 21 gennaio - Ulisse De Dominicis, politico italiano
- 21 gennaio - Božena Němcová, scrittrice ceca (n. 1820)
- 22 gennaio - Giuseppe Gabetti, compositore, violinista e direttore d'orchestra italiano (n. 1796)
- 22 gennaio - Aurelio Saliceti, politico e patriota italiano (n. 1804)
- 23 gennaio - Anton Friedrich Hohl, medico tedesco (n. 1789)
- 23 gennaio - Karl Cäsar von Leonhard, mineralogista e geologo tedesco (n. 1779)
- 23 gennaio - Fratelli Miladinov, poeta macedone (n. 1810)
- 24 gennaio - Zinaida Aleksandrovna Belosel'skaja, poetessa e scrittrice russa (n. 1789)
- 27 gennaio - Paul Josef Nardini, presbitero tedesco (n. 1821)
- 29 gennaio - Johann Baptist Friedreich, psichiatra e medico tedesco (n. 1796)
- 30 gennaio - Gaspare Bernardo Pianetti, cardinale e vescovo cattolico italiano (n. 1780)
- 31 gennaio - Tun Ibrahim di Johor, sovrano malese (n. 1810)

## Febbraio(22)
- 3 febbraio - Jean-Baptiste Biot, fisico e matematico francese (n. 1774)
- 3 febbraio - Carl Ludwig Blume, botanico tedesco (n. 1796)
- 5 febbraio - Ignaz Franz Castelli, drammaturgo e poeta austriaco (n. 1780)
- 7 febbraio - Benedetto Brunati, architetto e ingegnere italiano (n. 1784)
- 7 febbraio - Francisco Martínez de la Rosa, poeta, drammaturgo e politico spagnolo (n. 1787)
- 7 febbraio - Prosper Menière, medico e scienziato francese (n. 1799)
- 7 febbraio - František Škroup, compositore e direttore d'orchestra ceco (n. 1801)
- 11 febbraio - Elizabeth Siddal, modella, poetessa e pittrice britannica (n. 1829)
- 11 febbraio - Domenico Ventura, arcivescovo cattolico italiano (n. 1806)
- 13 febbraio - Leopold Schefer, poeta, scrittore e compositore tedesco (n. 1784)
- 13 febbraio - Callimaco Zambianchi, patriota italiano (n. 1811)
- 16 febbraio - Angelo Campana, politico italiano (n. 1787)
- 18 febbraio - Pierre Bretonneau, medico francese (n. 1778)
- 19 febbraio - Antoine Vivenel, imprenditore, architetto e filantropo francese (n. 1799)
- 20 febbraio - Francisco Balagtas, poeta filippino (n. 1788)
- 20 febbraio - William Wallace Lincoln, statunitense (n. 1850)
- 21 febbraio - Justinus Kerner, scrittore, poeta e medico tedesco (n. 1786)
- 22 febbraio - Mary Peake, insegnante e filantropa statunitense (n. 1823)
- 22 febbraio - Franz von Pillersdorf, politico e diplomatico ceco (n. 1786)
- 22 febbraio - Carlo Rodi, militare italiano (n. 1799)
- 24 febbraio - Bernhard Severin Ingemann, scrittore danese (n. 1789)
- 27 febbraio - Gabriele dell'Addolorata, religioso e mistico italiano (n. 1838)

## Marzo(31)
- 1º marzo - Maria Sidonia di Sassonia, principessa sassone (n. 1834)
- 2 marzo - Ivan Ivanovič Panaev, scrittore e giornalista russo (n. 1812)
- 3 marzo - Augusta di Reuss-Köstritz, nobile (n. 1822)
- 5 marzo - Joseph-Melchior de Livet, politico francese (n. 1806)
- 7 marzo - Benjamin McCulloch, generale e politico statunitense (n. 1811)
- 7 marzo - Albert Seerig, anatomista e chirurgo tedesco (n. 1797)
- 8 marzo - Juste Adrien Lafage, musicologo e compositore francese (n. 1801)
- 10 marzo - Pieter van Hanselaere, pittore belga (n. 1786)
- 12 marzo - Gustave Vaëz, librettista, drammaturgo e traduttore belga (n. 1812)
- 14 marzo - Antonio Bresciani, gesuita e letterato italiano (n. 1798)
- 16 marzo - Giovanni Milani, ingegnere italiano (n. 1789)
- 17 marzo - Fromental Halévy, compositore francese (n. 1799)
- 17 marzo - Jan Adam Kruseman, pittore olandese (n. 1804)
- 17 marzo - Franz von Schlick, generale austriaco (n. 1789)
- 18 marzo - Charles Bird King, artista statunitense (n. 1785)
- 19 marzo - Vittorio Angius, scrittore, storico e politico italiano (n. 1797)
- 19 marzo - Friedrich Wilhelm Schadow, pittore tedesco (n. 1788)
- 21 marzo - Alfred von Windisch-Graetz, nobile, militare e politico austriaco (n. 1787)
- 22 marzo - Joseph Richardson, flautista inglese (n. 1814)
- 22 marzo - Ludwig von Wallmoden-Gimborn, generale austriaco (n. 1769)
- 23 marzo - Sofia Adlersparre, pittrice svedese (n. 1808)
- 23 marzo - Karl Vasil'evič Nessel'rode, diplomatico e politico russo (n. 1780)
- 23 marzo - Giovanni Battista Pianciani, gesuita italiano (n. 1784)
- 23 marzo - Manuel Robles Pezuela, politico e militare messicano (n. 1817)
- 23 marzo - Gregorio Sella, politico italiano (n. 1815)
- 25 marzo - Charles-Richard Lambert, musicista, direttore d'orchestra e docente statunitense (n. 1800)
- 26 marzo - Luigi Fransoni, arcivescovo cattolico italiano (n. 1789)
- 28 marzo - Claudio Seyssel d'Aix e Sommariva, generale italiano (n. 1799)
- 29 marzo - Giuseppe Torquato Gargani, poeta e letterato italiano (n. 1834)
- 29 marzo - Mariano Gálvez, politico guatemalteco (n. 1790)
- 30 marzo - Louis-Émile Vanderburch, drammaturgo, librettista e saggista francese (n. 1794)

## Aprile(22)
- 3 aprile - James Clark Ross, esploratore e navigatore britannico (n. 1800)
- 5 aprile - Jakob Robert Steiger, medico e politico svizzero (n. 1801)
- 6 aprile - Albert Sidney Johnston, generale statunitense (n. 1803)
- 6 aprile - Fitz-James O'Brien, scrittore irlandese (n. 1828)
- 8 aprile - Antonio Boggia, serial killer italiano (n. 1799)
- 8 aprile - Antoine Simon Durrieu, generale e politico francese (n. 1775)
- 9 aprile - John Thomas, scultore e architetto inglese (n. 1813)
- 10 aprile - W.H.L. Wallace, avvocato e generale statunitense (n. 1821)
- 14 aprile - Pëtr Grigor'evič Demidov, generale russo (n. 1807)
- 15 aprile - Jan Paweł Jerzmanowski, generale polacco (n. 1779)
- 16 aprile - Giuseppe Maria Rizzolati, missionario e vescovo cattolico italiano (n. 1799)
- 17 aprile - Jakob Isler, politico e imprenditore svizzero (n. 1809)
- 19 aprile - Louis Powell Harvey, politico statunitense (n. 1820)
- 19 aprile - Louisa Montagu, contessa di Sandwich, nobildonna irlandese (n. 1781)
- 21 aprile - Adam Reviczky von Revisnye, diplomatico, politico e nobile austriaco (n. 1786)
- 22 aprile - Carlo Ferdinando di Borbone-Due Sicilie, principe italiano (n. 1811)
- 23 aprile - Costanza Alfieri di Sostegno, nobile e scrittrice italiana (n. 1793)
- 24 aprile - Geltrude Righetti, contralto italiano (n. 1789)
- 27 aprile - Giovanni Aldega, compositore italiano (n. 1815)
- 28 aprile - Giannandrea Romeo, patriota italiano (n. 1786)
- 29 aprile - Felice De Vecchi, pittore, viaggiatore e patriota italiano (n. 1816)
- 29 aprile - Pietro Ronzoni, pittore italiano (n. 1781)

## Maggio(23)
- 6 maggio - Frédéric de Courcy, drammaturgo, librettista e cantautore francese (n. 1796)
- 6 maggio - Pedro Gual, politico e diplomatico venezuelano (n. 1783)
- 6 maggio - Henry David Thoreau, filosofo, scrittore e poeta statunitense (n. 1817)
- 6 maggio - Ange Hyacinthe Maxence de Damas, generale, politico e nobile francese (n. 1785)
- 9 maggio - Theodor Bilharz, medico tedesco (n. 1825)
- 9 maggio - Felice Pastore, nobile italiano (n. 1786)
- 13 maggio - Germain Metternich, militare e rivoluzionario tedesco (n. 1811)
- 16 maggio - Aurelio Bianchi-Giovini, pubblicista, politico e saggista italiano (n. 1799)
- 16 maggio - Lev Aleksandrovič Mej, poeta e drammaturgo russo (n. 1822)
- 16 maggio - Thomas Wakley, medico e politico britannico (n. 1795)
- 20 maggio - Angelo Pezzana, storico, bibliotecario e filologo italiano (n. 1772)
- 21 maggio - Giuseppe Ceva Grimaldi Pisanelli di Pietracatella, politico e scrittore italiano (n. 1777)
- 21 maggio - John Drew, attore teatrale e impresario teatrale irlandese (n. 1827)
- 23 maggio - Friedrich Ruthardt, compositore e oboista tedesco (n. 1802)
- 24 maggio - Armand Toussaint, scultore francese (n. 1806)
- 25 maggio - Juana Azurduy de Padilla, patriota e rivoluzionaria boliviana (n. 1780)
- 25 maggio - Johann Nestroy, attore teatrale, commediografo e cantante lirico austriaco (n. 1801)
- 25 maggio - Matilde Carolina di Baviera, principessa tedesca (n. 1813)
- 26 maggio - Isaac Babbitt, inventore statunitense (n. 1799)
- 27 maggio - Giambattista Casnighi, religioso e patriota italiano (n. 1796)
- 28 maggio - Ippolito Fenaroli, imprenditore e politico italiano (n. 1798)
- 29 maggio - Henry Thomas Buckle, storico e scacchista britannico (n. 1821)
- 29 maggio - Wincenty Franciszek Mirecki, compositore e insegnante polacco (n. 1791)

## Giugno(16)
- 2 giugno - Aleksej Fëdorovič Orlov, politico e generale russo (n. 1786)
- 6 giugno - Carlo Decandia, cartografo, generale e politico italiano (n. 1803)
- 6 giugno - Alexandre Du Mège, archeologo e storico francese (n. 1780)
- 8 giugno - Joseph-Marie Callery, missionario e orientalista italiano (n. 1810)
- 8 giugno - Barbu Catargiu, politico rumeno (n. 1807)
- 8 giugno - Ermenegildo Francesconi, ingegnere e funzionario italiano (n. 1795)
- 17 giugno - Charles Canning, I conte Canning, politico e nobile britannico (n. 1812)
- 17 giugno - Giuseppe Montanelli, scrittore, patriota e politico italiano (n. 1813)
- 23 giugno - Jean Baptiste Desmazières, micologo francese (n. 1786)
- 24 giugno - Norberto Rosa, poeta italiano (n. 1803)
- 25 giugno - Nicola D'Apolito, chirurgo e scienziato italiano (n. 1815)
- 26 giugno - Matthias Numsen Blytt, botanico norvegese (n. 1789)
- 27 giugno - Chatham Roberdeau Wheat, avventuriero statunitense (n. 1826)
- 28 giugno - Luigi Alonzi, brigante italiano (n. 1825)
- 29 giugno - Antonio Angelo Del Sambro, brigante italiano (n. 1827)
- 29 giugno - Münire Sultan, principessa ottomana (n. 1844)

## Luglio(12)
- 5 luglio - Alessandro Guerra, circense italiano (n. 1782)
- 5 luglio - Étienne-Denis Pasquier, politico francese (n. 1767)
- 7 luglio - Friedrich Gauermann, pittore austriaco (n. 1807)
- 12 luglio - Antoine Desboeufs, medaglista e scultore francese (n. 1793)
- 14 luglio - Franco Palombaro, patriota italiano (n. 1824)
- 15 luglio - David E. Twiggs, generale statunitense (n. 1790)
- 19 luglio - Charles John Beckwith, generale britannico (n. 1789)
- 23 luglio - José María Bocanegra, politico messicano (n. 1794)
- 24 luglio - Martin Van Buren, politico statunitense (n. 1782)
- 27 luglio - Pierre Toussaint Marcel de Serres de Mesplès, geologo francese (n. 1783)
- 30 luglio - Thomas Stewart Traill, naturalista e medico britannico (n. 1781)
- 31 luglio - Bernardo di Sassonia-Weimar-Eisenach, militare tedesco (n. 1792)

## Agosto(19)
- 1º agosto - James Henley Thornwell, predicatore e scrittore statunitense (n. 1812)
- 3 agosto - Luigi Marchesi, pittore italiano (n. 1825)
- 5 agosto - Félix de Muelenaere, politico belga (n. 1793)
- 8 agosto - Henry Grew, insegnante e scrittore inglese (n. 1781)
- 13 agosto - Benildo Romançon, religioso francese (n. 1805)
- 18 agosto - Simon Fraser, esploratore britannico (n. 1776)
- 18 agosto - Andrew Myrick, mercante statunitense (n. 1832)
- 20 agosto - Franz Adolf Prohaska von Guelfenburg, militare austriaco (n. 1768)
- 21 agosto - Laval Nugent von Westmeath, generale austriaco (n. 1777)
- 22 agosto - Giustino Fortunato, magistrato e politico italiano (n. 1777)
- 23 agosto - Friedrich Julius Hammer, poeta e scrittore tedesco (n. 1810)
- 26 agosto - Manuel Joaquín Tarancón y Morón, cardinale e arcivescovo cattolico spagnolo (n. 1782)
- 27 agosto - Albert Kamehameha, principe statunitense (n. 1858)
- 27 agosto - Ambrogio Nava, architetto e pittore italiano (n. 1791)
- 28 agosto - Albrecht Adam, pittore, incisore e litografo tedesco (n. 1786)
- 29 agosto - Francesco Carlini, astronomo, geodeta e meteorologo italiano (n. 1783)
- 30 agosto - Charles Bernard Desormes, medico e chimico francese (n. 1771)
- 30 agosto - Johann Peter Mirer, vescovo cattolico svizzero (n. 1778)
- 31 agosto - Ignaz Assmayer, compositore austriaco (n. 1790)

## Settembre(25)
- 1º settembre - Philip Kearny, generale statunitense (n. 1815)
- 3 settembre - Adolphe Antoine Richenpanse, generale francese (n. 1800)
- 3 settembre - Hon'inbō Shūsaku, goista giapponese (n. 1829)
- 5 settembre - Vincenzo Fiodo, compositore italiano (n. 1778)
- 6 settembre - John Bird Sumner, arcivescovo anglicano inglese (n. 1780)
- 6 settembre - Michele Caputo, vescovo cattolico italiano (n. 1808)
- 7 settembre - Adrien de Gasparin, politico e agronomo francese (n. 1783)
- 7 settembre - Leicester Stanhope, V conte di Harrington, nobile e ufficiale inglese (n. 1784)
- 8 settembre - Ignacio Zaragoza, generale e politico messicano (n. 1829)
- 10 settembre - Emidio Antonini, diplomatico italiano (n. 1787)
- 10 settembre - Carlos Antonio López, politico e avvocato paraguaiano (n. 1792)
- 11 settembre - Michael Greiner, tenore e attore teatrale austriaco (n. 1798)
- 14 settembre - Richard K. Call, politico e generale statunitense (n. 1792)
- 14 settembre - George S. James, militare statunitense (n. 1829)
- 14 settembre - Charles Pearson, politico inglese (n. 1793)
- 14 settembre - Charles Lennox Richardson, mercante britannico (n. 1834)
- 16 settembre - Boniface de Castellane, nobile e generale francese (n. 1788)
- 17 settembre - Ferdinando Prat, militare e politico italiano (n. 1792)
- 19 settembre - Dorotea di Curlandia, principessa tedesca (n. 1793)
- 21 settembre - Michelangelo Pieramico, vescovo cattolico italiano (n. 1799)
- 21 settembre - Luigi Taparelli d'Azeglio, gesuita, filosofo e sociologo italiano (n. 1793)
- 24 settembre - Anton Martin Slomšek, vescovo cattolico e beato sloveno (n. 1800)
- 25 settembre - Maria Antonia di Koháry, nobildonna ungherese (n. 1797)
- 27 settembre - Bartolomeo Bizio, chimico italiano (n. 1791)
- 30 settembre - Pierre-Marie Mermier, presbitero francese (n. 1790)

## Ottobre(15)
- 1º ottobre - Vincenzo Barnaba Zambelli, politico italiano (n. 1799)
- 2 ottobre - Giuseppe Raffo, politico e imprenditore tunisino (n. 1795)
- 3 ottobre - Adolphe de Chesnel, storico e enciclopedista francese (n. 1791)
- 3 ottobre - James Whitley Deans Dundas, ammiraglio britannico (n. 1785)
- 3 ottobre - François Sudre, violinista, compositore e teorico della musica francese (n. 1787)
- 6 ottobre - Francisco Acuña de Figueroa, poeta uruguaiano (n. 1791)
- 6 ottobre - John Curtis, entomologo inglese (n. 1791)
- 7 ottobre - Ferdinánd Zichy, politico ungherese (n. 1783)
- 11 ottobre - Dietrich Georg von Kieser, medico tedesco (n. 1779)
- 17 ottobre - Ottavio Campedelli, decoratore e pittore italiano (n. 1792)
- 17 ottobre - Vincenzo Martini, politico e drammaturgo italiano (n. 1803)
- 20 ottobre - Angelo Bongiovanni di Castelborgo, generale italiano (n. 1802)
- 21 ottobre - Benjamin Collins Brodie, chirurgo e fisiologo inglese (n. 1783)
- 23 ottobre - Blanka Teleki, educatrice e attivista ungherese (n. 1806)
- 26 ottobre - Maria di Meclemburgo-Schwerin, principessa (n. 1803)

## Novembre(26)
- 4 novembre - Anne Knight, attivista inglese (n. 1786)
- 5 novembre - Errico Berardi, patriota e politico italiano (n. 1801)
- 5 novembre - Andrea Pizzala, architetto italiano (n. 1798)
- 6 novembre - Nicola Caputo, vescovo cattolico italiano (n. 1774)
- 7 novembre - Bahadur Shah II, imperatore indiano (n. 1775)
- 7 novembre - Charles Mozin, pittore, disegnatore e litografo francese (n. 1806)
- 9 novembre - Damaso Pareto, politico italiano (n. 1801)
- 10 novembre - Giuseppe Negri, politico italiano (n. 1779)
- 11 novembre - Carlo Cagnone, funzionario e politico italiano (n. 1794)
- 11 novembre - Karl von Culoz, militare austriaco (n. 1785)
- 11 novembre - James Madison Porter, politico statunitense (n. 1793)
- 12 novembre - Giuseppe Montieri, vescovo cattolico italiano (n. 1798)
- 12 novembre - Illarion Illarionovič Vasil'čikov, nobile e ufficiale russo (n. 1805)
- 13 novembre - Julio Arboleda Pombo, poeta e politico colombiano (n. 1817)
- 13 novembre - Narinder Singh, principe indiano (n. 1824)
- 13 novembre - Ludwig Uhland, poeta tedesco (n. 1787)
- 16 novembre - William Ballard Preston, politico statunitense (n. 1805)
- 17 novembre - Leopold Kupelwieser, pittore austriaco (n. 1796)
- 18 novembre - Cesare Giulini della Porta, funzionario e politico italiano (n. 1815)
- 22 novembre - Alexis Decomberousse, drammaturgo e librettista francese (n. 1793)
- 25 novembre - Simon François Bernard, medico e rivoluzionario francese (n. 1817)
- 25 novembre - Harriet Cavendish, nobildonna inglese (n. 1785)
- 26 novembre - Julia Pardoe, poetessa, scrittrice e storica inglese (n. 1804)
- 28 novembre - Flaminio Lolli, patriota e letterato italiano (n. 1797)
- 28 novembre - Charles Wimar, pittore e illustratore statunitense (n. 1828)
- 30 novembre - James Sheridan Knowles, attore teatrale e scrittore irlandese (n. 1784)

## Dicembre(23)
- 1º dicembre - Piero Cironi, patriota, pubblicista e scrittore italiano (n. 1819)
- 1º dicembre - Gaud Amable Hugon, ammiraglio e senatore francese (n. 1783)
- 2 dicembre - Livio Zambeccari, patriota italiano (n. 1802)
- 3 dicembre - Timothy O'Brien, I baronetto, politico irlandese (n. 1787)
- 4 dicembre - Sergej Ivanovič Gagarin, nobile, politico e diplomatico russo (n. 1777)
- 4 dicembre - Henry Thomas Hope, politico britannico (n. 1807)
- 4 dicembre - Tej Singh, militare indiano (n. 1799)
- 5 dicembre - Auguste Caristie, architetto francese (n. 1783)
- 5 dicembre - Félix De Vigne, pittore e archeologo belga (n. 1806)
- 12 dicembre - Carolina Bassi, contralto italiano (n. 1781)
- 13 dicembre - Thomas R. R. Cobb, politico e generale statunitense (n. 1823)
- 14 dicembre - George Dashiell Bayard, generale statunitense (n. 1835)
- 16 dicembre - Pietro Naselli, arcivescovo cattolico italiano (n. 1782)
- 16 dicembre - Rudolf Ewald Stier, teologo tedesco (n. 1800)
- 17 dicembre - Achille Valois, scultore francese (n. 1785)
- 17 dicembre - Constantin von Waldburg-Zeil, principe e politico tedesco (n. 1807)
- 18 dicembre - Jean-Charles Develly, pittore francese (n. 1783)
- 23 dicembre - Alfred Wojciech Potocki, nobile e politico polacco (n. 1786)
- 23 dicembre - Frederikke Dannemand, nobile danese (n. 1790)
- 23 dicembre - Roberto Taparelli d'Azeglio, politico italiano (n. 1790)
- 28 dicembre - Pakubuwono VIII, sovrano indonesiano (n. 1789)
- 28 dicembre - Ignaz Tomaselli, baritono austriaco (n. 1812)
- 29 dicembre - François-Nicholas-Madeleine Morlot, cardinale e arcivescovo cattolico francese (n. 1795)

## Senza giorno specificato(34)
- Heinrich Adam, pittore tedesco (n. 1787)
- Nicolas-Philibert Adelon, medico francese (n. 1782)
- Joseph-Alphonse Adhémar, matematico e ingegnere francese (n. 1797)
- Carlos Anaya, politico e storico uruguaiano (n. 1777)
- Bonaventura Carlos Aribau, economista spagnolo (n. 1798)
- Peter Barlow, matematico inglese (n. 1776)
- Adolphe Bartels, giornalista e scrittore belga (n. 1802)
- Étienne Bouhot, pittore francese (n. 1780)
- Thomas Brown, naturalista britannico (n. 1785)
- James Burton, egittologo inglese (n. 1788)
- Alexandre-François Caminade, pittore francese (n. 1783)
- José Antonio Carrillo, politico e militare messicano (n. 1796)
- Andrea Luigi Degola, compositore italiano (n. 1771)
- Abel Dufresne, magistrato, letterato e pittore francese (n. 1788)
- Agustín Durán, scrittore spagnolo (n. 1789)
- Jeanne Duval, haitiana (n. 1820)
- Eustachio Fasano, brigante italiano (n. 1837)
- Alexandru II Ghica, nobile rumeno (n. 1796)
- Giorgio Grognet de Vassé, architetto maltese (n. 1774)
- Terenzio Grossi, brigante italiano (n. 1832)
- Edme François Jomard, cartografo, ingegnere e archeologo francese (n. 1777)
- Khanlar Mirza, nobile persiano
- Robert Knox, chirurgo scozzese (n. 1791)
- Christian Friedrich Lessing, botanico tedesco (n. 1809)
- Filippo Martinucci, architetto italiano
- Antonia Masanello, patriota italiana (n. 1833)
- Hans Christian Petersen, politico norvegese (n. 1793)
- Louis Petitot, scultore francese (n. 1794)
- Ramsay Richard Reinagle, pittore inglese (n. 1775)
- Amico Ricci, storico dell'arte italiano (n. 1794)
- Gaetano Serrazanetti, pittore italiano (n. 1807)
- Giacomo Sessa, militare, patriota e nobile italiano (n. 1777)
- Gaetano Strigelli, patriota italiano (n. 1801)
- Edward Gibbon Wakefield, politico inglese (n. 1796)